# René Deltgen

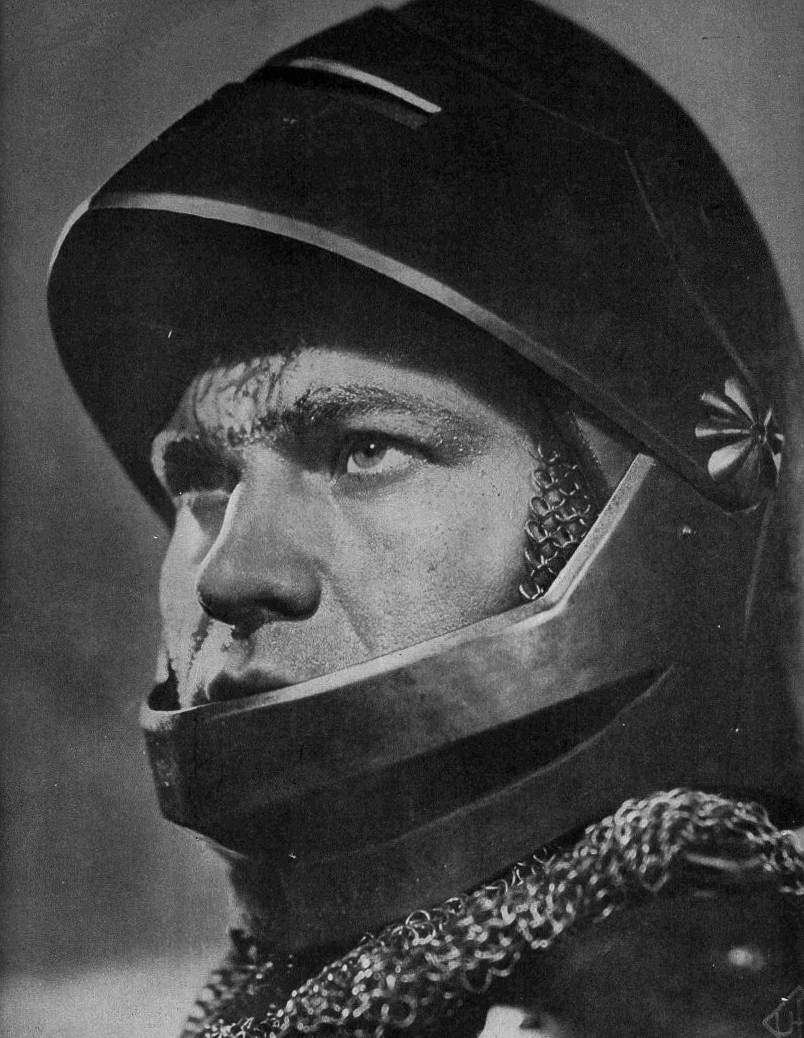
René Deltgen (1935)

René Henri Deltgen (* 30. April 1909 in Esch an der Alzette; † 29. Januar 1979 in Köln) war ein luxemburgischer Schauspieler, Synchronsprecher und Hörspielsprecher.

## Biografie
Deltgen war der Sohn des Chemikers Mathias Deltgen und seiner Ehefrau Katharina, geborene Pütz. Nach dem Abitur ging er 1927 nach Köln an die dortige Schauspielschule. Von 1931 bis 1934 sammelte er Bühnenerfahrung bei den Städtischen Bühnen Köln. Erste Erfolge hatte er in dem Stück Der Graue von Friedrich Forster. Nach einem einjährigen Engagement an den Städtischen Bühnen Frankfurt bekam er 1935 seine erste Filmrolle bei der UFA in Das Mädchen Johanna, einem Film über Johanna von Orléans.
Bis 1944 spielte er an verschiedenen Bühnen in Berlin und wirkte in zahlreichen Filmen mit. Seine Paraderollen waren die des charmanten Liebhabers und des skrupellosen Abenteurers. Die deutsche Kulturpolitik im von Deutschland annektierten Luxemburg versuchte Deltgen in der Zeit des Zweiten Weltkriegs als Typus des im Reich arrivierten Luxemburgers zu repräsentieren; 1939 wurde er anlässlich des 50. Geburtstages Adolf Hitlers in Deutschland zum Staatsschauspieler ernannt. Deltgen stand 1944 in der Gottbegnadeten-Liste des Reichsministeriums für Volksaufklärung und Propaganda. Plakate, auf denen er für den Eintritt der luxemburgischen Jugend in die Hitler-Jugend warb, verleideten vielen Luxemburgern ihren früheren Stolz auf den bekanntesten Schauspieler ihres Landes. Auch in den Nachkriegsjahren wurde ihm die Kollaboration mit den Deutschen nicht verziehen. 1945/1946 kam es deshalb in Luxemburg zu einem vielbeachteten Gerichtsverfahren gegen Deltgen wegen Landesverrats. Das Urteil lautete auf zwei Jahre Gefängnis, 100.000 Francs Geldbuße und den Verlust der luxemburgischen Staatsangehörigkeit, die ihm aber 1952 wieder zuerkannt wurde. Die Haftstrafe musste er nur zum Teil absitzen.
Nach dem Krieg hatte René Deltgen erneut Erfolg im Kino, unter anderem als verbitterter ehemaliger Kampfflieger Stefan Gorgas in Nachtwache (1949). Weiter hervorzuheben sind die Fritz-Lang-Großproduktionen Der Tiger von Eschnapur und Das indische Grabmal mit Debra Paget (beide 1959). In den 1960er Jahren spielte Deltgen die Titelfigur in den Edgar-Wallace-Filmen Der Hexer (1964) und Neues vom Hexer (1965). Im ersten dieser Filme erschien sein Name nicht im Vorspann, um die Identität des Hexers nicht vorzeitig zu verraten. 
Noch erfolgreicher als im Kino war René Deltgen in den 1950er und 1960er Jahren im Radio mit den Francis-Durbridge-Hörspielen um den Detektiv Paul Temple. In zwölf von dreizehn Hörspielen sprach er die Titelrolle. In sieben Fällen sprach Annemarie Cordes die Rolle seiner Ehefrau Steve. Mit einer Ausnahme war auch Kurt Lieck als Sir Graham Forbes in allen Folgen an seiner Seite, ebenso Herbert Hennies, der seinen Diener Charlie spielte, und Deltgens langjähriger Freund Heinz Schimmelpfennig in verschiedenen Rollen. In Paul Temple und der Fall Margo wirkte neben Deltgen auch sein Sohn Matthias Deltgen in der Rolle des Ken Sinclair mit.
In den 1960er und frühen 1970er Jahren kamen zahlreiche Fernsehrollen hinzu, z. B. in Schau heimwärts, Engel (mit Inge Meysel), in der Verfilmung eines Romans von Luise Rinser, Der Sündenbock mit Therese Giehse, der Heinrich-Böll-Verfilmung Nicht nur zur Weihnachtszeit, der Krimiserie Der Kommissar und schließlich im Francis-Durbridge-„Straßenfeger“ Das Messer.

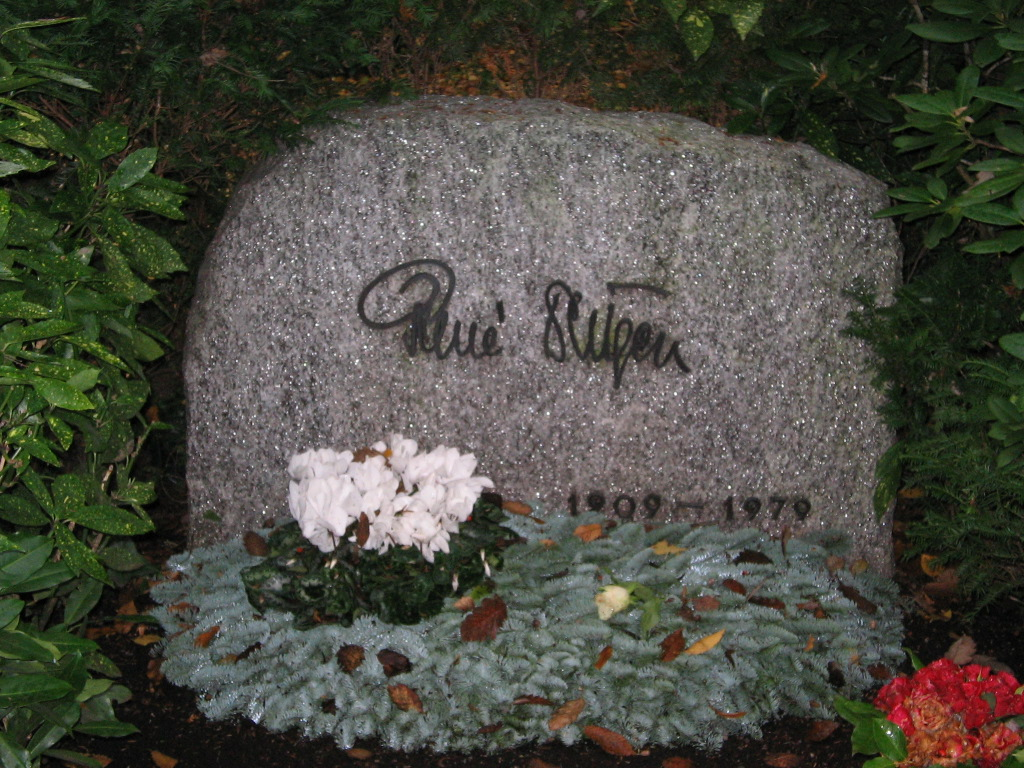
Grabstein für René Deltgen auf dem Melaten-Friedhof in Köln

Neben seiner Arbeit für Film und Fernsehen war René Deltgen weiterhin auf der Theaterbühne tätig. Er spielte unter anderem an den Münchener und Hamburger Kammerspielen, dem Kölner Schauspielhaus, dem Schauspielhaus Zürich und dem Wiener Burgtheater.
Einem jüngeren Publikum wurde Deltgen als Alp-Öhi in der Fernsehverfilmung des Romans Heidi von 1978 bekannt.
Als Synchronsprecher war Deltgen in einigen Filmen die deutsche Stimme von Spencer Tracy und Kirk Douglas.
Während seiner gesamten Karriere hat er in mehr als 40 Filmen mitgewirkt.
René Deltgen war zweimal verheiratet, zuerst mit der Schauspielerin Elisabeth Scherer, mit der er drei Kinder hatte, die Söhne Matthias und Florian sowie die Tochter Katrin. Aus der zweiten Ehe mit Anita Irene Wapordjieff stammt die Tochter Dominique.
1979 starb René Deltgen an Krebs und wurde auf dem Kölner Melaten-Friedhof (Lit. D) beigesetzt. Sein Grab liegt in unmittelbarer Nachbarschaft der Gräber seiner Schauspielkollegen Willy Birgel und Gunther Philipp.
Der Dokumentarfilm René Deltgen – Der sanfte Rebell (2004) des Regisseurs Michael Wenk zeichnet die Karriere und das wechselvolle Leben des bis heute berühmtesten luxemburgischen Schauspielers nach.

## Auszeichnungen
- 1939: Ernennung zum Staatsschauspieler
- 1954: Filmband in Gold für seine Rolle in Der Weg ohne Umkehr
- 1978: Filmband in Gold für langjähriges und hervorragendes Wirken im deutschen Film

## Hörspiele mit René Deltgen (Auswahl)
Paul Temple Hörspiele in Produktionsreihenfolge, Wiederveröffentlichungen sind in Klammern angegeben:
- 1949: Paul Temple und die Affaire Gregory – Regie: Eduard Hermann, Fritz Schröder-Jahn (gilt als verschollen).
- 1951: Paul Temple und der Fall Curzon – Regie: Eduard Hermann (auf CD, ISBN 3-89940-202-2).
- 1953: Paul Temple und der Fall Vandyke – Regie: Eduard Hermann (auf CD, ISBN 3-89813-316-8).
- 1954: Paul Temple und der Fall Jonathan – Regie: Eduard Hermann (auf CD, ISBN 3-89813-327-3).
- 1955: Paul Temple und der Fall Madison – Regie: Eduard Hermann (auf CD, ISBN 3-89813-328-1).
- 1957: Paul Temple und der Fall Gilbert – Regie: Eduard Hermann (auf CD, ISBN 3-89584-926-X).
- 1958: Paul Temple und der Fall Lawrence – Regie: Eduard Hermann (auf CD, ISBN 3-89940-498-X).
- 1959: Paul Temple und der Fall Spencer – Regie: Eduard Hermann (auf CD, ISBN 3-89813-326-5).
- 1961: Paul Temple und der Fall Conrad – Regie: Eduard Hermann (auf CD, ISBN 3-89813-329-X).
- 1962: Paul Temple und der Fall Margo – Regie: Eduard Hermann (auf CD, ISBN 3-89813-236-6).
- 1966: Paul Temple und der Fall Genf – Regie: Otto Düben (auf CD, ISBN 3-89940-405-X).

Weiterer Krimi-Mehrteiler nach Francis Durbridge
- 1968: La Boutique, als Chefinspektor Robert Bristol (Hauptrolle) – Regie: Hans Hausmann

Weitere  Hörspiele
- 1962: Graham Greene: Ein ausgebrannter Fall (Parkinson) – Regie: Oswald Döpke

## Filmografie (Auswahl)
- 1935: Das Mädchen Johanna
- 1935: Einer zuviel an Bord
- 1936: Savoy-Hotel 217
- 1936: Port Arthur
- 1936: Unter heißem Himmel
- 1937: Urlaub auf Ehrenwort
- 1937: Ab Mitternacht
- 1937/53: Starke Herzen
- 1938: Geheimzeichen LB 17
- 1938: Schwarzfahrt ins Glück
- 1938: Nordlicht
- 1938: Kautschuk/Die Grüne Hölle
- 1939: Der grüne Kaiser
- 1939: Zwölf Minuten nach Zwölf
- 1939: Kongo-Express
- 1939: Brand im Ozean
- 1940: Die 3 Codonas
- 1940: Achtung! Feind hört mit!
- 1940: Das leichte Mädchen
- 1941: Anschlag auf Baku
- 1941: Mein Leben für Irland
- 1941: Spähtrupp Hallgarten
- 1942: Das große Spiel
- 1942: Dr. Crippen an Bord
- 1942: Wen die Götter lieben
- 1942: Fronttheater
- 1942/51: Augen der Liebe
- 1943: Wenn der junge Wein blüht
- 1943: Zirkus Renz
- 1944: Sommernächte
- 1944: Das Hochzeitshotel
- 1945: Der stumme Gast
- 1945: Wir beide liebten Katharina (unvollendet)
- 1949: Tromba
- 1949: Nachtwache
- 1950: Export in Blond
- 1951: Torreani
- 1952: Das letzte Rezept
- 1952: Die Stimme des Anderen
- 1953: Weg ohne Umkehr
- 1953: Das Haus an der Küste (Kuca na Obali)
- 1953: Sterne über Colombo
- 1954: Die Gefangene des Maharadscha
- 1954: Der Mann meines Lebens
- 1954: Der letzte Sommer
- 1954: Frühlingslied
- 1954: Phantom des großen Zeltes
- 1955: Vom Himmel gefallen (Special Delivery)
- 1955: Hotel Adlon
- 1956: Ohne Dich wird es Nacht
- 1956: London ruft Nordpol (Londra chiama Polo Nord)
- 1957: Königin Luise
- 1959: Der Tiger von Eschnapur
- 1959: Das indische Grabmal
- 1960: Die Friedhöfe (Fernsehfilm)
- 1961: Schau heimwärts, Engel (Fernsehfilm)
- 1962: Golden Boy
- 1962: Ein verdienter Staatsmann (Fernsehfilm)
- 1962: Der Gefangene (Fernsehfilm)
- 1963: Das Kriminalmuseum (Fernsehserie, Folge Nur ein Schuh)
- 1964: Das Kriminalmuseum (Folge Der Schlüssel)
- 1964: Umbruch (Fernsehfilm)
- 1964: Die goldene Göttin vom Rio Beni
- 1964: Der Hexer
- 1965: Der Sündenbock (Fernsehfilm)
- 1965: Neues vom Hexer
- 1965: Die eigenen vier Wände (Fernsehfilm)
- 1966: Angeklagt nach § 218 (Der Arzt stellt fest…)
- 1970: Ohrfeigen
- 1970: Nicht nur zur Weihnachtszeit (Fernsehfilm)
- 1970: Spiele der Macht – Auf den Abgrund zu (Fernsehfilm)
- 1971: Klassenkampf (Fernsehfilm)
- 1971: Die Auferstehung des Stefan Stefanow (Fernsehfilm)
- 1971: Das Messer (Fernseh-Dreiteiler)
- 1973: Mein Onkel Benjamin (Fernsehfilm)
- 1973: Sonderdezernat K1 – Ganoven-Rallye (Fernsehserie)
- 1974: Eine geschiedene Frau (Fernsehserie)
- 1974: Der Kommissar – Die Nacht mit Lansky (Fernsehserie)
- 1975: Trotzki in Coyoacan (Fernsehfilm)
- 1975: Rest des Lebens – Die Herausforderung (Fernsehfilm)
- 1976: Die Affäre Lerouge (Fernseh-Zweiteiler)
- 1977: Sonderdezernat K1 – MP 9 mm frei Haus (Fernsehserie)
- 1977: Gefundenes Fressen
- 1977: Ein Tisch zu viert (Fernsehfilm)
- 1977: Morgen (Fernsehfilm)
- 1978: Schwarz und weiß wie Tage und Nächte (Fernsehfilm)
- 1978: Heidi (Kinderserie, 26 Folgen)
- 1978: Großstadt-Miniaturen – Geschichten zwischen Kiez und Ku’damm (Fernsehfilm)
- 1978: Wo die Liebe hinfällt (Fernsehfilm)

### Dokumentarfilm
- 2004: René Deltgen – Der sanfte Rebell (Regie: Michael Wenk)